# Crystal Logic
Crystal Logic — третий студийный альбом рок-группы Manilla Road. Вышел в 1983 году, переиздан в 2002 году.

## Об альбоме
На этом альбоме группа полностью перешла к хеви-металу, перестав использовать элементы спейс-рока, прогрессивного рока и хард-рока, которые присутствовали на предыдущих работах.

## Список композиций
| №  | Название                          | Длительность |
| -- | --------------------------------- | ------------ |
| 1. | «Prologue»                        | 1:35         |
| 2. | «Necropolis»                      | 3:10         |
| 3. | «Crystal Logic»                   | 6:01         |
| 4. | «Feeling Free Again»              | 2:48         |
| 5. | «The Ram»                         | 3:46         |
| 6. | «The Veils of Negative Existence» | 4:41         |
| 7. | «The Riddle Master»               | 4:34         |
| 8. | «Dreams of Eschaton»              | 10:24        |
| 9. | «Epilogue»                        | 1:55         |

- В переиздании 2002 года добавлена песня «Flaming Metal System», идущая под номером 3.

## Участники записи
- Mark Shelton — 6- и 12-струнная гитара, вокал;
- Scott Park — бас-гитара;
- Rick Fisher — ударные, вокал.